# Juan Carlos Babio
Juan Carlos Babio (Mérida, 8 febbraio 1965) è un ex calciatore venezuelano, di ruolo centrocampista.